# Lysilinga aurantiaca
Lysilinga aurantiaca är en tvåvingeart som först beskrevs av Daniel William Coquillett 1904.  Lysilinga aurantiaca ingår i släktet Lysilinga och familjen stilettflugor. Inga underarter finns listade i Catalogue of Life.